# Neopreptos
Neopreptos is een geslacht van vlinders van de familie Eupterotidae, uit de onderfamilie Eupterotinae.

## Soorten
- N. clazomenia Druce, 1886
- N. marathusa Druce, 1886